# Ioachim (rege)
Ioachim (n. 634 î.Hr., Ierusalim, Regatul Iuda – d. 598 î.Hr., Ierusalim, Regatul Iuda) a fost cel de-al 17-lea rege al Regatului Iuda (circa 609 î.Hr. – 598 î.Hr.), urmaș al lui Iosia. 
A domnit timp de 11 ani la Ierusalim și a fost înrobit de împăratul Babilonului, Nebucadnețar.